# Star Trek (série de films)
Pour les articles homonymes, voir Star Trek (homonymie).
 Pour plus de détails, voir Fiche technique et Distribution

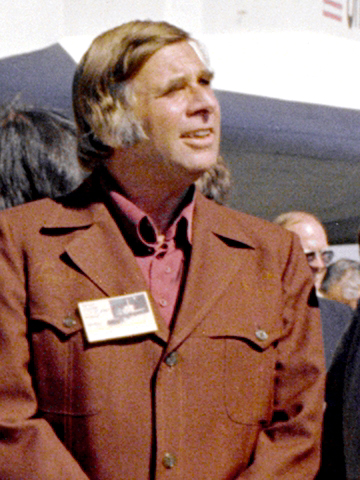
Gene Roddenberry, le créateur de la série, ici en 1976

La série de films Star Trek est une franchise cinématographique de l'univers Star Trek créé par Gene Roddenberry pour la série télévisée du même nom et diffusée à partir de 1966 à la télévision.

## Films

### Films basés sur lasérie originale
- Star Trek, le film (Star Trek: The Motion Picture) (1979)
- Star Trek II : La Colère de Khan (Star Trek II: The Wrath of Khan) (1982)
- Star Trek 3 : À la recherche de Spock (Star Trek III: The Search for Spock) (1984)
- Star Trek 4 : Retour sur Terre (Star Trek IV: The Voyage Home) (1986)
- Star Trek 5 : L'Ultime Frontière (Star Trek V: The Final Frontier) (1989)
- Star Trek 6 : Terre inconnue (Star Trek VI: The Undiscovered Country) (1991)

### Film basé sur lasérie originaleetStar Trek: La Nouvelle Génération
- Star Trek : Générations (Star Trek: Generations) (1994)

### Films basés surStar Trek: La Nouvelle Génération
- Star Trek : Premier Contact (Star Trek: First Contact) (1996)
- Star Trek : Insurrection (Star Trek: Insurrection) (1998)
- Star Trek : Nemesis (2002)

### Films fondés sur l'univers deStar Trek,se déroulant dans ununivers parallèle
- Star Trek (2009)
- Star Trek Into Darkness (2013)
- Star Trek : Sans limites (Star Trek Beyond) (2016)
- Star Trek 4, projet plusieurs fois repoussé, il semble qu'il soit confié à Steve Yockey (en)[1]

## Première série

### Équipe technique
| Équipe                        | Films                                    | Films                                    | Films                          | Films                    | Films                         | Films                    | Films                      | Films                     | Films                     | Films                     |
| Équipe                        | Star Trek, le film (1979)                | La Colère de Khan (1982)                 | À la recherche de Spock (1984) | Retour sur Terre (1986)  | L'Ultime Frontière (1989)     | Terre inconnue (1991)    | Générations (1994)         | Premier Contact (1996)    | Insurrection (1998)       | Nemesis (2002)            |
| ----------------------------- | ---------------------------------------- | ---------------------------------------- | ------------------------------ | ------------------------ | ----------------------------- | ------------------------ | -------------------------- | ------------------------- | ------------------------- | ------------------------- |
| Réalisateurs                  | Robert Wise                              | Nicholas Meyer                           | Leonard Nimoy                  | Leonard Nimoy            | William Shatner               | Nicholas Meyer           | David Carson               | Jonathan Frakes           | Jonathan Frakes           | Stuart Baird              |
| Scénaristes                   | Harold Livingston (en)                   | Jack B. Sowards                          |                                | Leonard Nimoy            | William Shatner               | Leonard Nimoy            | Ronald D. Moore            | Ronald D. Moore           | Michael Piller            | John Logan                |
| Scénaristes                   | Alan Dean Foster                         | Nicholas Meyer (non crédité)             |                                | Nicholas Meyer           | David Loughery                | Nicholas Meyer           | Brannon Braga              | Brannon Braga             |                           | Brent Spiner              |
| Scénaristes                   |                                          | Harve Bennett                            | Harve Bennett                  | Harve Bennett            | Harve Bennett                 | Lawrence Konner          | Rick Berman                | Rick Berman               | Rick Berman               | Rick Berman               |
| Scénaristes                   |                                          | Samuel A. Peeples (non crédité)          |                                | Steve Meerson            |                               | Mark Rosenthal           |                            |                           |                           |                           |
| Scénaristes                   |                                          |                                          |                                | Peter Krikes             |                               | Denny Martin Flinn       |                            |                           |                           |                           |
| Compositeurs                  | Jerry Goldsmith                          | James Horner                             | James Horner                   | Leonard Rosenman         | Jerry Goldsmith               | Cliff Eidelman           | Dennis McCarthy            | Jerry Goldsmith           | Jerry Goldsmith           | Jerry Goldsmith           |
| Directeurs de la photographie | Richard H. Kline                         | Gayne Rescher                            | Charles Correll                | Donald Peterman          | Andrew Laszlo                 | Hiro Narita              | John A. Alonzo             | Matthew F. Leonetti       | Matthew F. Leonetti       | Jeffrey L. Kimball        |
| Montage                       | Todd C. Ramsay                           | William Paul Dornisch                    | Robert F. Shugrue              | Peter E. Berger          | Peter E. Berger               | William Hoy Ronald Roose | Peter E. Berger            | John W. Wheeler           | Peter E. Berger           | Dallas Puett              |
| Producteurs                   | Gene Roddenberry                         | Robert Sallin                            | Gary Nardino                   | Brooke Breton (associée) | Brooke Breton (associée)      | Brooke Breton (associée) | Rick Berman                | Rick Berman               | Rick Berman               | Rick Berman               |
| Producteurs                   | Jon Povill                               | Harve Bennett                            | Harve Bennett                  | Harve Bennett            | Harve Bennett                 | Steven-Charles Jaffe     | Peter Lauritson (co)       | Peter Lauritson (co)      | Peter Lauritson (co)      | Peter Lauritson (co)      |
| Producteurs                   | David C. Fein                            | William F. Phillips                      | Ralph Winter                   | Ralph Winter             | Ralph Winter                  | Ralph Winter             | Bernard Williams (délégué) | Marty Hornstein (délégué) | Marty Hornstein (délégué) | Marty Hornstein (délégué) |
| Producteurs                   |                                          |                                          |                                | Kirk R. Thatcher         | Gene Roddenberry (consultant) | Leonard Nimoy            |                            |                           | Patrick Stewart (associé) |                           |
| Société de production         | Paramount Pictures                       | Paramount Pictures                       | Paramount Pictures             | Paramount Pictures       | Paramount Pictures            | Paramount Pictures       | Paramount Pictures         | Paramount Pictures        | Paramount Pictures        | Paramount Pictures        |
| Société de production         | Century Associates                       |                                          | Cinema Group Ventures          | Industrial Light & Magic |                               |                          |                            |                           |                           |                           |
| Date de sortie États-Unis     | 7 décembre 1979                          | 4 juin 1982                              | 1er juin 1984                  | 26 novembre 1986         | 11 décembre 1989              | 6 décembre 1991          | 18 novembre 1994           | 22 novembre 1996          | 11 décembre 1998          | 13 décembre 2002          |
| Date de sortie France         | 19 mars 1980                             | 20 octobre 1982                          | 13 février 1985                | 3 février 1988           | 1er février 1998 (vidéo)      | 22 juillet 1992          | 29 mars 1995               | 5 mars 1997               | 3 mars 1999               | 12 mars 2003              |
| Durée                         | 132 minutes 136 minutes (director's cut) | 113 minutes 116 minutes (director's cut) | 105 minutes                    | 119 minutes              | 107 minutes                   | 113 minutes              | 118 minutes                | 111 minutes               | 103 minutes               | 116 minutes               |
| Genre                         | science-fiction                          | science-fiction                          | science-fiction                | science-fiction          | science-fiction               | science-fiction          | science-fiction            | science-fiction           | science-fiction           | science-fiction           |
| Pays d'origine                | États-Unis                               | États-Unis                               | États-Unis                     | États-Unis               | États-Unis                    | États-Unis               | États-Unis                 | États-Unis                | États-Unis                | États-Unis                |

### Distribution

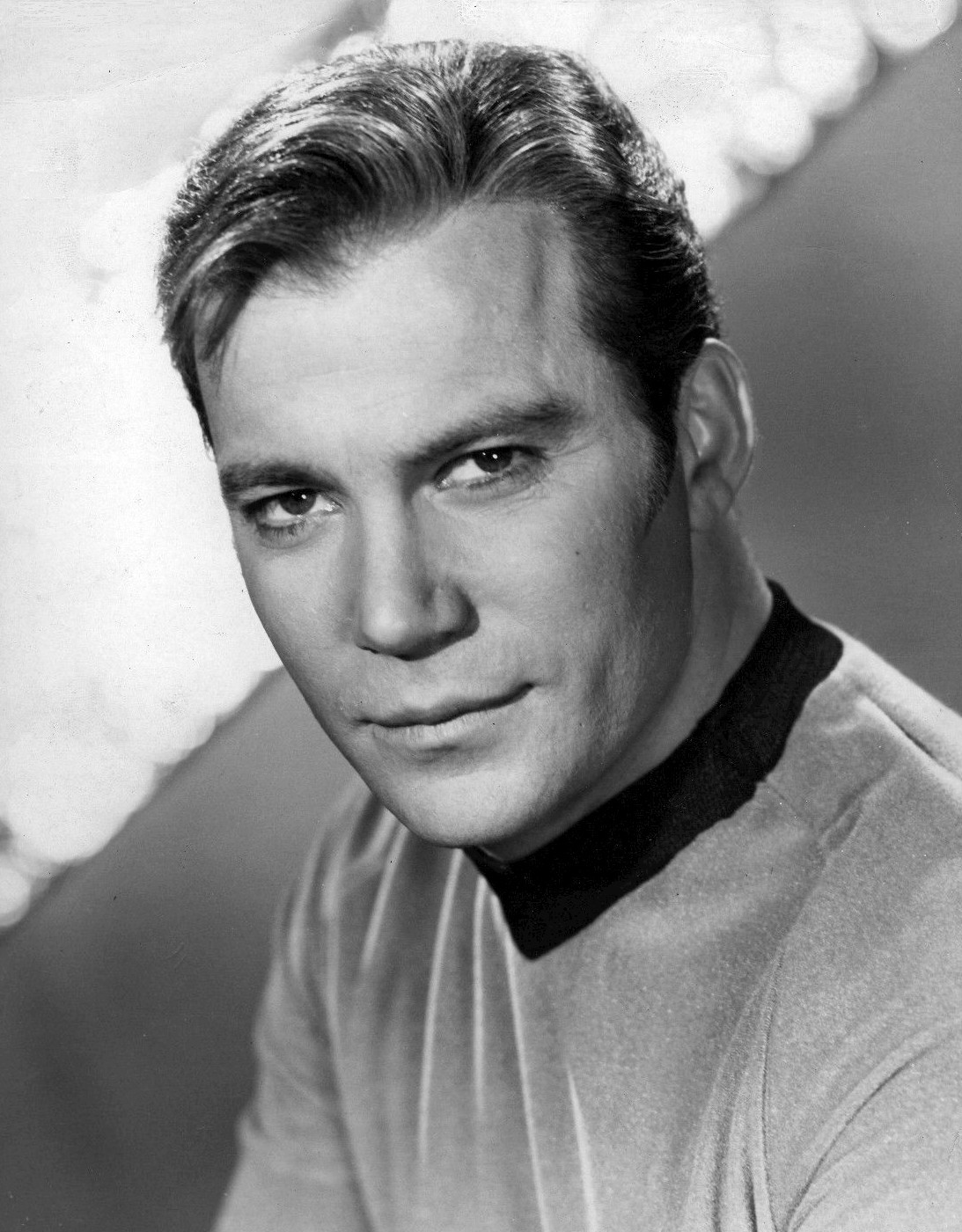
William Shatner joue le capitaine Kirk dans la série

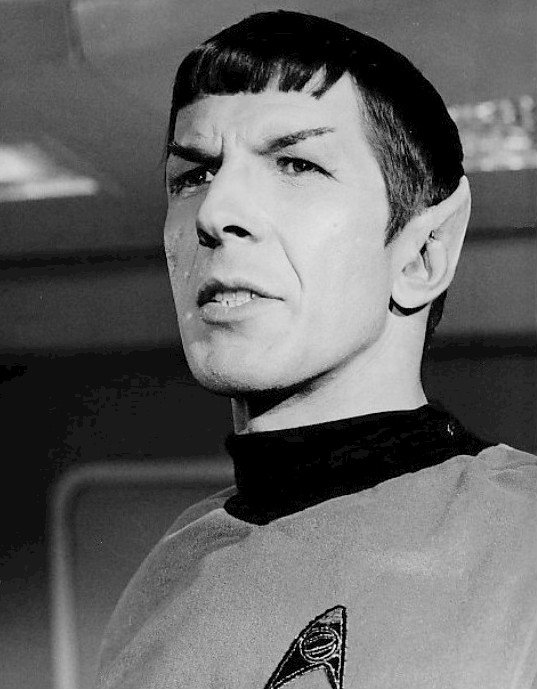
Leonard Nimoy personnifie le célèbre Mr. Spock dans la série

| Personnage        | Films                     | Films                    | Films                          | Films                   | Films                     | Films                 | Films              | Films                  | Films               | Films           |
| Personnage        | Star Trek, le film (1979) | La Colère de Khan (1982) | À la recherche de Spock (1984) | Retour sur Terre (1986) | L'Ultime Frontière (1989) | Terre inconnue (1991) | Générations (1994) | Premier Contact (1996) | Insurrection (1998) | Nemesis (2002)  |
| ----------------- | ------------------------- | ------------------------ | ------------------------------ | ----------------------- | ------------------------- | --------------------- | ------------------ | ---------------------- | ------------------- | --------------- |
| James T. Kirk     | William Shatner           | William Shatner          | William Shatner                | William Shatner         | William Shatner           | William Shatner       | William Shatner    |                        |                     |                 |
| Spock             | Leonard Nimoy             | Leonard Nimoy            | Leonard Nimoy                  | Leonard Nimoy           | Leonard Nimoy             | Leonard Nimoy         |                    |                        |                     |                 |
| Leonard McCoy     | DeForest Kelley           | DeForest Kelley          | DeForest Kelley                | DeForest Kelley         | DeForest Kelley           | DeForest Kelley       |                    |                        |                     |                 |
| Montgomery Scott  | James Doohan              | James Doohan             | James Doohan                   | James Doohan            | James Doohan              | James Doohan          | James Doohan       |                        |                     |                 |
| Pavel Chekov      | Walter Koenig             | Walter Koenig            | Walter Koenig                  | Walter Koenig           | Walter Koenig             | Walter Koenig         | Walter Koenig      |                        |                     |                 |
| Hikaru Sulu       | George Takei              | George Takei             | George Takei                   | George Takei            | George Takei              | George Takei          |                    |                        |                     |                 |
| Nyota Uhura       | Nichelle Nichols          | Nichelle Nichols         | Nichelle Nichols               | Nichelle Nichols        | Nichelle Nichols          | Nichelle Nichols      |                    |                        |                     |                 |
| Sarek             |                           |                          | Mark Lenard                    | Mark Lenard             | Mark Lenard               | Mark Lenard           |                    |                        |                     |                 |
| Saavik            |                           | Kirstie Alley            | Robin Curtis                   | Robin Curtis            |                           |                       |                    |                        |                     |                 |
| David Marcus      |                           | Merritt Butrick          | Merritt Butrick                |                         |                           |                       |                    |                        |                     |                 |
| Amiral Cartwright |                           |                          |                                | Brock Peters            | Brock Peters              |                       |                    |                        |                     |                 |
| Janice Rand       | Grace Lee Whitney         |                          | Grace Lee Whitney              | Grace Lee Whitney       |                           | Grace Lee Whitney     |                    |                        |                     |                 |
| Amanda Grayson    |                           |                          |                                | Jane Wyatt              | Cynthia Blaise            |                       |                    |                        |                     |                 |
| Jean-Luc Picard   |                           |                          |                                |                         |                           |                       | Patrick Stewart    | Patrick Stewart        | Patrick Stewart     | Patrick Stewart |
| William Riker     |                           |                          |                                |                         |                           |                       | Jonathan Frakes    | Jonathan Frakes        | Jonathan Frakes     | Jonathan Frakes |
| Geordi La Forge   |                           |                          |                                |                         |                           |                       | LeVar Burton       | LeVar Burton           | LeVar Burton        | LeVar Burton    |
| Data              |                           |                          |                                |                         |                           |                       | Brent Spiner       | Brent Spiner           | Brent Spiner        | Brent Spiner    |
| Worf              |                           |                          |                                |                         |                           | Michael Dorn          | Michael Dorn       | Michael Dorn           | Michael Dorn        | Michael Dorn    |
| Beverly Crusher   |                           |                          |                                |                         |                           |                       | Gates McFadden     | Gates McFadden         | Gates McFadden      | Gates McFadden  |
| Deanna Troi       |                           |                          |                                |                         |                           |                       | Marina Sirtis      | Marina Sirtis          | Marina Sirtis       | Marina Sirtis   |
| Alyssa Ogawa      |                           |                          |                                |                         |                           |                       | Patti Yasutake     | Patti Yasutake         |                     |                 |
| Guinan            |                           |                          |                                |                         |                           |                       | Whoopi Goldberg    |                        |                     | Whoopi Goldberg |
| Enseigne Jae      |                           |                          |                                |                         |                           |                       | Tracee Cocco       | Tracee Cocco           | Tracee Cocco        |                 |
| Ordinateur (voix) |                           | Marcy Vosburgh           | Teresa E. Victor               |                         |                           |                       | Majel Barrett      | Majel Barrett          |                     | Majel Barrett   |

## Rebootde la série

### Fiche technique
| Équipe                        | Films                    | Films                          | Films                                      |
| Équipe                        | Star Trek (2009)         | Star Trek Into Darkness (2013) | Star Trek : Sans limites (2016)            |
| ----------------------------- | ------------------------ | ------------------------------ | ------------------------------------------ |
| Réalisateurs                  | J. J. Abrams             | J. J. Abrams                   | Justin Lin                                 |
| Scénaristes                   | Roberto Orci             | Roberto Orci                   | Doug Jung                                  |
| Scénaristes                   | Alex Kurtzman            | Alex Kurtzman                  | Simon Pegg                                 |
| Scénaristes                   | Damon Lindelof           |                                |                                            |
| Compositeur                   | Michael Giacchino        | Michael Giacchino              | Michael Giacchino                          |
| Directeurs de la photographie | Daniel Mindel            | Daniel Mindel                  | Stephen F. Windon                          |
| Montage                       | Maryann Brandon          | Maryann Brandon                | Maryann Brandon                            |
| Montage                       | Mary Jo Markey           | Mary Jo Markey                 | Greg D'Auria                               |
| Montage                       |                          | Dylan Highsmith                |                                            |
| Montage                       |                          | Steven Sprung                  |                                            |
| Producteurs                   |                          |                                |                                            |
| Roberto Orci                  |                          |                                |                                            |
| Bryan Burk                    |                          |                                |                                            |
| David Baronoff                | David Ellison (délégué)  | David Ellison (délégué)        |                                            |
| Jeffrey Chernov (délégué)     |                          |                                |                                            |
| Alex Kurtzman                 | Alex Kurtzman            | J.J. Abrams                    |                                            |
| Damon Lindelof                |                          |                                |                                            |
| David Witz                    | Tommy Gormley (co)       |                                |                                            |
|                               | Tommy Harper (co)        |                                |                                            |
|                               | Dana Goldberg (déléguée) |                                |                                            |
|                               | Michelle Rejwan (co)     |                                |                                            |
|                               | Ben Rosenblatt (co)      |                                |                                            |
|                               | Paul Schwake (délégué)   |                                |                                            |
| Sociétés de production        | Paramount Pictures       | Paramount Pictures             | Paramount Pictures                         |
| Sociétés de production        | Bad Robot Productions    |                                |                                            |
| Sociétés de production        | Spyglass Entertainment   | Skydance Productions           | Skydance Productions                       |
| Sociétés de production        | Mavrocine                |                                | Perfect Storm Entertainment / Sneaky Shark |
| Pays d'origine                | États-Unis               | États-Unis                     | États-Unis                                 |
| Genre                         | science-fiction          | science-fiction                | science-fiction                            |
| Durée                         | 127 minutes              | 132 minutes                    | 122 minutes                                |
| Date de sortie États-Unis     | 8 mai 2009               | 17 mai 2013                    | 22 juillet 2016                            |
| Date de sortie France         | 6 mai 2009               | 12 juin 2013                   | 17 août 2016                               |

### Distribution
| Équipe                             | Films               | Films                          | Films                           | Films |
| Équipe                             | Star Trek (2009)    | Star Trek Into Darkness (2013) | Star Trek : Sans limites (2016) |       |
| ---------------------------------- | ------------------- | ------------------------------ | ------------------------------- | ----- |
| James T. Kirk                      | Chris Pine          | Chris Pine                     | Chris Pine                      |       |
| Spock                              | Zachary Quinto      | Zachary Quinto                 | Zachary Quinto                  |       |
| Spock                              | Leonard Nimoy (âgé) |                                |                                 |       |
| Nero                               | Eric Bana           |                                |                                 |       |
| Christopher Pike                   | Bruce Greenwood     | Bruce Greenwood                |                                 |       |
| Leonard McCoy                      | Karl Urban          | Karl Urban                     | Karl Urban                      |       |
| Nyota Uhura                        | Zoe Saldana         | Zoe Saldana                    | Zoe Saldana                     |       |
| Montgomery Scott                   | Simon Pegg          | Simon Pegg                     | Simon Pegg                      |       |
| Hikaru Sulu                        | John Cho            | John Cho                       | John Cho                        |       |
| Pavel Chekov                       | Anton Yelchin       | Anton Yelchin                  | Anton Yelchin                   |       |
| Sarek                              | Ben Cross           |                                |                                 |       |
| John Harrison / Khan Noonien Singh |                     | Benedict Cumberbatch           |                                 |       |
| Amiral Marcus                      |                     | Peter Weller                   |                                 |       |
| Dr. Carol Marcus                   |                     | Alice Eve                      |                                 |       |
| Jaylah                             |                     |                                | Sofia Boutella                  |       |
| Krall                              |                     |                                | Idris Elba                      |       |
| Présidente de la Fédération        |                     |                                | Shohreh Aghdashloo              |       |

## Box-office
| Film                    | Année | Recettes au box office | Recettes au box office | Recettes au box office | Nombre d'entrées | Nombre d'entrées | Budget        | Références |
| Film                    | Année | États-Unis / Canada    | Reste du monde         | total monde            | France           | Paris            | Budget        | Références |
| ----------------------- | ----- | ---------------------- | ---------------------- | ---------------------- | ---------------- | ---------------- | ------------- | ---------- |
|                         |       |                        |                        |                        |                  |                  |               |            |
| Star Trek, le film      | 1979  | 82 258 456 $           | 56 741 544 $           | 139 000 000 $          | 694 042          | 210 260          | 35 000 000 $  | ,          |
| La Colère de Khan       | 1982  | 78 912 963 $           | 16 887 037 $           | 97 000 000 $           | 205 017          | 67 948           | 11 000 000 $  | ,          |
| À la recherche de Spock | 1984  | 76 471 046 $           | 10 528 954 $           | 87 000 000 $           | 108 669          | 33 300           | 18 000 000 $  | ,          |
| Retour sur Terre        | 1986  | 109 713 132 $          | 23 286 868 $           | 133 000 000 $          | 66 670           | 40 978           | 24 000 000 $  | ,          |
| L’Ultime Frontière      | 1989  | 52 210 049 $           | 17 989 951 $           | 70 200 000 $           |                  |                  | 30 000 000 $  | ,          |
| Terre inconnue          | 1991  | 74 888 996 $           | 22 011 004 $           | 96 900 000 $           | 58 284           | 31 872           | 27 000 000 $  | ,          |
|                         |       |                        |                        |                        |                  |                  |               |            |
| Générations             | 1994  | 75 671 125 $           | 44 328 738 $           | 120 000 000 $          | 220 935          | 61 897           | 35 000 000 $  | ,          |
| Premier Contact         | 1996  | 92 027 888 $           | 57 972 112 $           | 150 000 000 $          | 154 148          | 60 303           | 46 000 000 $  | ,          |
| Insurrection            | 1998  | 70 187 658 $           | 47 612 342 $           | 117 800 000 $          | 109 408          | 44 515           | 58 000 000 $  | ,          |
| Nemesis                 | 2002  | 43 254 409 $           | 24 058 417 $           | 67 312 826 $           | 55 538           | 21 520           | 60 000 000 $  | ,          |
|                         |       |                        |                        |                        |                  |                  |               |            |
| Star Trek               | 2009  | 257 730 019 $          | 127 950 427 $          | 385 680 446 $          | 821 717          | 306 427          | 150 000 000 $ | ,          |
| Into Darkness           | 2013  | 228 778 661 $          | 238 586 585 $          | 467 365 246 $          | 879 931          | 306 438          | 190 000 000 $ | ,          |
| Sans limites            | 2016  | 158 848 340 $          | 184 623 476 $          | 343 471 816 $          | 686 235          | 204 929          | 185 000 000 $ | ,          |
| Total                   | Total | 1 257 275 081 $        | 714 490 870 $          | 2 274 730 334 $        |                  |                  | 859 200 000 $ |            |

## Critique
| Film                    | Rotten Tomatoes      | Metacritic             |  |
| ----------------------- | -------------------- | ---------------------- |  |
|                         |                      |                        |  |
| Star Trek, le film      | 45% (33 critiques)   | 48 (10 critiques)      |  |
| La Colère de Khan       | 90% (48 critiques)   | 71 (11 critiques)      |  |
| À la recherche de Spock | 78% (40 critiques)   | 55 (10 critiques)      |  |
| Retour sur Terre        | 85% (39 critiques)   | 67 (10 critiques)      |  |
| L’Ultime Frontière      | 21% (43 critiques)   | 43 (16 critiques)      |  |
| Terre inconnue          | 83% (48 critiques)   | 65 (18 critiques)      |  |
|                         |                      |                        |  |
| Générations             | 47% (47 critiques)   | 55 (22 critiques)      |  |
| Premier Contact         | 92% (53 critiques)   | 71 (18 critiques)      |  |
| Insurrection            | 55% (67 critiques)   | 64 (19 critiques)      |  |
| Nemesis                 | 37% (158 critiques)  | 51 (29 critiques)      |  |
|                         |                      |                        |  |
| Star Trek               | 95% (297 critiques)  | 83 (37 critiques)      |  |
| Into Darkness           | 87% (244 critiques)  | 72 (43 critiques)      |  |
| Sans limites            | 84% (260 critiques)  | 68 (50 critiques)      |  |
| Moyenne                 | 69% (1377 critiques) | 63/100 (293 critiques) |  |